# Sun TV (Indien)
Sun TV (tamilisch சன் தொலைக்காட்சி) ist ein tamilischer Fernsehsender, dessen Programme über Kabel und Satellit verbreitet werden. Betreiber ist Sun TV Network in Tamil Nadu. Er sendet täglich ein 24 Stunden Fernseh-Vollprogramm, das vor allem durch die Ausstrahlung von Fernsehserien und Spielfilmen  bekannt wurde.
Die Programme sind überwiegend in Tamil sowie in verschiedenen indischen Regionalsprachen als Telugu, Kannada, Malayalam und Bengali. Am 27. Oktober 2018 als zweites Vollprogramm ging der Ableger Sun life an den Start.

## Geschichte
Der Sender startete am 14. April 1993 als erster tamilsprachiger Kabelsender in Tamil Nadu, Indien. Außer in Indien werden die Programme auch in die Kabelnetze in verschiedenen anderen tamilsprachigen Ländern in Asien (Sri Lanka, Malaysia und Singapur), Europa, USA und Südafrika eingespeist.

## Slogans
- ab 1993:
  - Tamil: நீங்கள் பார்த்து கொண்டு இருப்பது சன் டிவியின் தமிழ் மாலை (Deutsch: „Sie sehen den tamilischen Abend von Sun TV“)